# Kennedy half dollar
The Kennedy half dollar, först myntad 1964 av United States Mint, är ett amerikanskt halvdollarmynt, även kallat 50-centsmynt. Myntets syfte är en åminnelse till den mördade presidenten John F. Kennedy, och kongressen auktoriserade myntet en dryg månad efter hans bortgång. 

## Historik
Strax efter utgivningen i april 1964 försvann mynten till stor del från cirkulation, på grund av att samlare valde att behålla dem för egen del. Det ökade silverpriser ökade hordningen. Vid myntningen 1971 togs silvret helt bort från mynten och en speciell variant av myntet togs fram för United States Bicentennial 1975 och 1976.  